# Jegor Wikułow
Jegor Dmitrijewicz Wikułow (ros. Егор Дмитриевич Викулов, ur. 1889 we wsi Batraki w guberni riazańskiej, zm. 1959 w Moskwie) – radziecki działacz partyjny i państwowy.

## Życiorys
W 1908 wstąpił do SDPRR, 1917 został przewodniczącym fabryczno-zawodowego komitetu fabryki Chłudowych w Jegorjewsku, 1919-1920 był przewodniczącym Komitetu Powiatowego RKP(b) w Jegorjewsku. Od września do grudnia 1921 był przewodniczącym Komitetu Wykonawczego Riazańskiej Rady Gubernialnej, 1922-1923 kierownikiem Wydziału Organizacyjnego Riazańskiego Gubernialnego Komitetu RKP(b), potem był działaczem związkowym w Moskwie i pracownikiem Ludowego Komisariatu Oświaty RFSRR, od 1941 był w moskiewskim pospolitym ruszeniu.